# MAP3K1
La MAP cinasa cinasa cinasa 1 (MAP3K1 o MEK cinasa) es una enzima codificada en humanos por el gen MAP3K1.
La MAP3K1 es una serina/treonina proteína cinasa que ejerce un papel fundamental en la red de enzimas que fosforilan integrando la respuesta celular a un cierto número de estímulos mitogénicos y metabólicos, incluyendo, por ejemplo, la insulina y factores de crecimiento. Estudios llevados a cabo en ratones knockout han revelado que esta cinasa es importante en procesos de embriogénesis, migración de queratinocitos, producción de citoquinas en linfocitos T y producción de anticuerpos en linfocitos B.

## Interacciones
La proteína MAP3K1 ha demostrado ser capaz de interaccionar con:
- c-Raf[3]
- MAPK8[4]
- TRAF2[5]
- MAP2K1[3]
- Grb2[6]
- MAPK1[3]
- AXIN1[7][8]
- UBE2I[9]